# Kathedrale von Acapulco

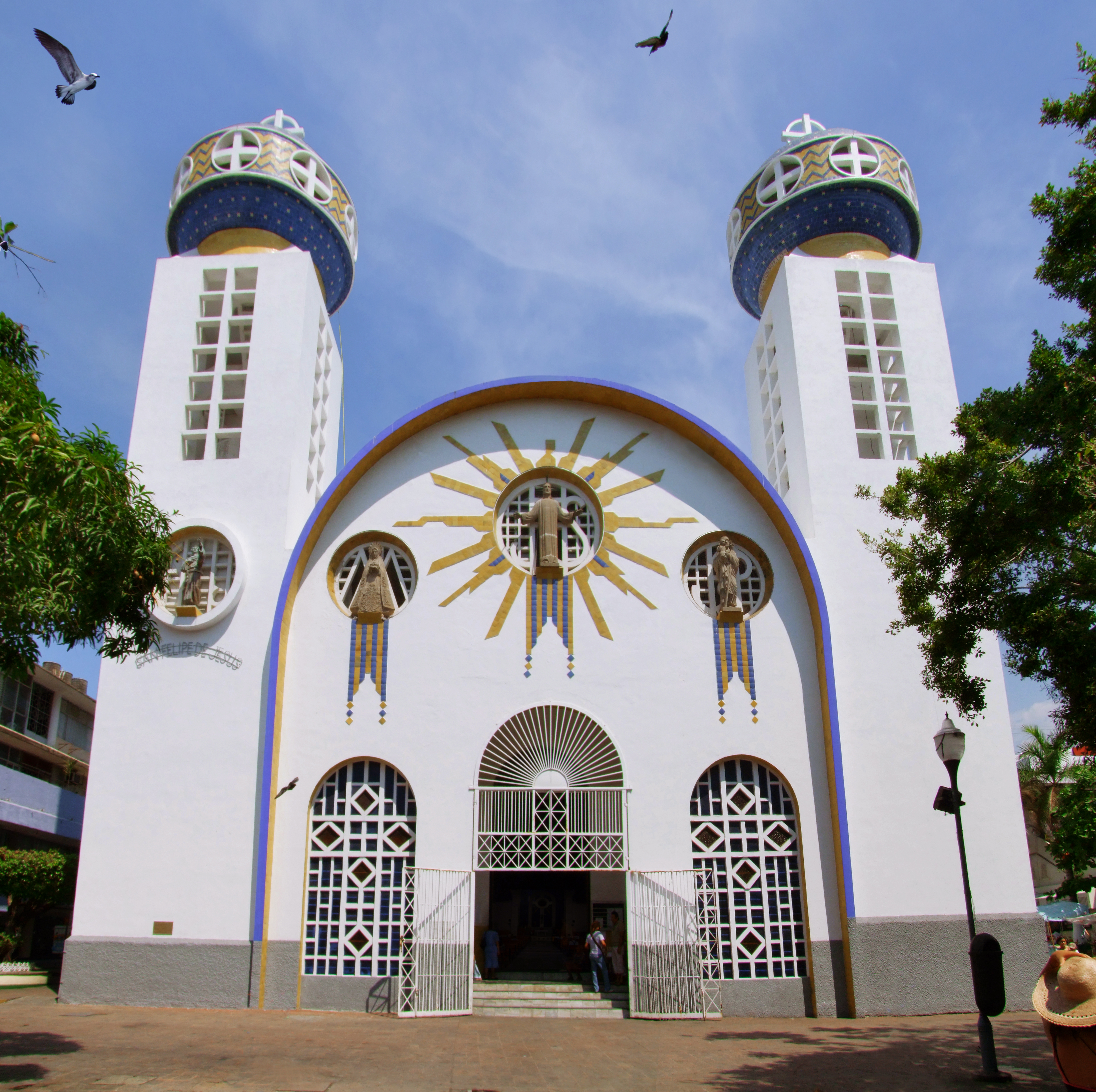
Kathedrale von Acapulco

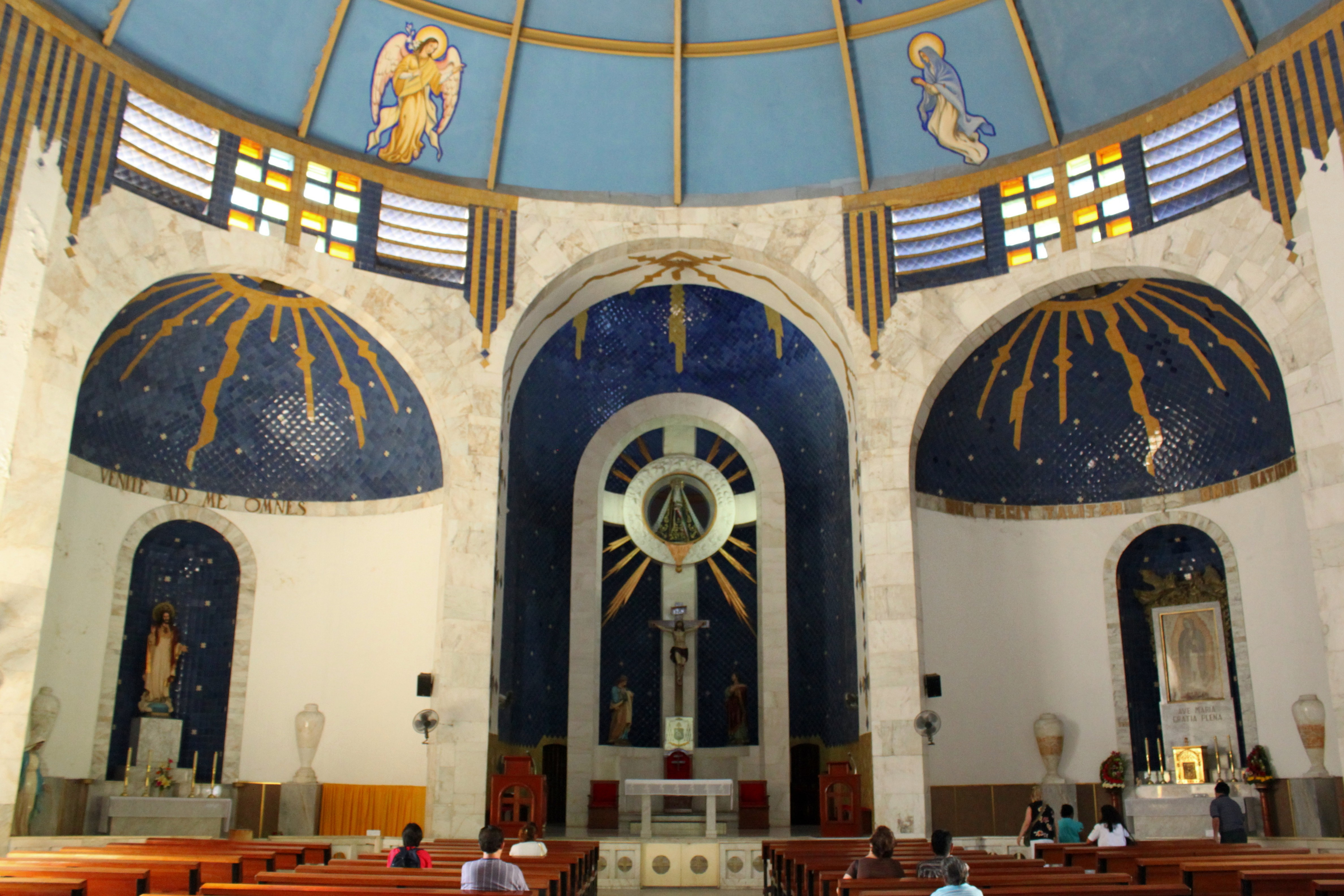
Inneres der Kirche

Die katholische Kathedrale von Acapulco (spanisch Catedral de Nuestra Señora de la Soledad) (deutsch Maria-Einsamkeit-Kirche) in Acapulco, der größten Stadt des Bundesstaats Guerrero in Mexiko, ist die Bischofskirche des Erzbistums Acapulco.

## Lage
Die Kathedrale steht am Zócalo (Plaza Álvarez) nur etwa 150 m (Fußweg) von der Bucht (bahía) von Acapulco entfernt.

## Geschichte
In Acapulco bestand schon seit der zweiten Hälfte des 16. Jahrhunderts eine katholische Gemeinde mit einer Pfarrkirche. Die heutige, der Muttergottes geweihte Kirche wurde in den 1950er Jahren an der Stelle eines Vorgängerbaus aus dem 19. Jahrhundert errichtet. Nach der Gründung des Bistums Acapulco im Jahr 1958 wurde die Kirche zur Kathedrale erhoben. 

## Architektur
Der Zentralbau wurde nach Plänen des Architekten Federico Ernesto Mariscal Piña in den 1950er Jahren erbaut. Er besitzt zwei Fassadentürme, die mit eigenartig geformten Kuppeln bekrönt sind. Der ungegliederte Innenraum, ebenfalls von einer Kuppel überwölbt, ist teilweise mit Mosaiken und Azulejos geschmückt. Hinter dem freistehenden Altar befindet sich ein weiterer überkuppelter Raum.